# Plop!
Plop! – Die lustige Zeitschrift war ein Comic-Magazin aus dem Moewig-Verlag.
Das komplett in Farbe gedruckte Heft erschien in den Jahren 1968 bis 1969 alle 14 Tage und kostete 90 Pfennig. Insgesamt erschienen 22 Hefte.
Neben der Hauptfigur Plop!, einem gefleckten Fantasiewesen mit jeweils zwei Armen und Beinen sowie blattähnlichen Haaren, enthielt jedes Heft auch Abenteuer der Kiste, von Tschiko und den Trolls.
Einer der berühmtesten Zeichner in Plop! war der Deutsche Franz Roscher, der nach seiner leitenden Funktion im Hause Rolf Kauka in den 1950er- und 1960er-Jahren sowie einem kurzen Gastspiel für das Comic-Magazin Felix (er zeichnet hier die Serie „Wups und Waldi“) aus dem Bastei-Verlag zu Moewig stieß.
Als Gestalter waren weiterhin die Deutschen Max Reindl und Josef Dachsel (Atelier Reindl Dachsel) für die Serien Plop! und Die Kiste zuständig, diese beiden Comiczeichner zeichneten unter anderem für frühe Ausgaben des Comic-Magazins Tom Berry verantwortlich.
Neben reinen Comicgeschichten enthielt das Magazin auch andere Abenteuer. So erschien beispielsweise in den Heften 15 und 16 eine illustrierte Tiergeschichte von Direktor Alfred Zoll aus dem Münchner Tierpark Hellabrunn.
Die Titelfigur Plop! hatte im Jahre 1969 eigene Geschichten im Comicheft „POPEYE - Der Spinatmatrose“, welches ebenfalls bei Moewig erschien.